# Gruaja Shqiptare
Gruaja Shqiptare (en français : « femme albanaise »), est une organisation de femmes en Albanie, active entre 1928 et 1939. Elle défend les droits des femmes et est soutenue par l'État et à pour charge de promouvoir la politique gouvernementale en matière de droits des femmes.

## Histoire
Avant l'organisation nationale Gruaja Shqiptare, un certain nombre d'organisations locales de défense des droits des femmes existent sous le même nom. Le mouvement albanais pour les droits des femmes est lancé par quelques femmes intellectuelles urbaines sous la direction de Sevasti Qiriazi et Parashqevi Qiriazi, mais il est interrompu par la Première Guerre mondiale. Lorsque l'Albanie devient indépendante après la guerre, le mouvement des femmes reprend. Marie Çoba de Shkodër fonde une organisation locale de femmes appelée Gruaja Shqiptare en 1920, et plusieurs organisations locales indépendantes portant le même nom voient également le jour à Korçë, Vlorë et Tiranë. Bien que ces organisations portent le même nom, elles sont distinctes les unes des autres et fonctionnent chacune en toute indépendance.
Lorsque le roi Zog Ier d'Albanie prend le contrôle de l'Albanie, toutes les organisations politiques sont dissoutes, y compris les organisations locales Gruaja Shqiptare. En octobre 1928, une organisation nationale de femmes voit le jour et à pour but  d'incorporer toutes les organisations locales. Cette nouvelle organisation prend le nom de Gruaja Shqiptare, un nom déjà populaire parmi les organisations précédentes. Gruaja Shqiptare dont la tâche est de simplement faire appliquer la politique du roi Zog Ier d'Albanie, mène en réalité un féminisme d'État radical et progressiste, puisque le code civil de 1928 garantit aux femmes le droit à l'égalité en matière d'héritage, de divorce, d'éducation et de travail, ainsi que l'interdiction des mariages arrangés et forcés, des harems, du voile de la polygamie et donne également aux femmes le droit  à une vie professionnelle. Elle est placée sous la protection de la reine mère Sadije Toptani, et sa présidente est la princesse Senije Zogu.
Le mouvement des femmes albanaises est soutenu par des femmes éduquées de l'élite urbaine. Inspirées par le féminisme d'État de la Turquie de Kemal Ataturk, le régime Zog est prêt à accorder aux femmes tous les droits, à l'exception des droits politiques tels que le suffrage féminin, qu'il considérait comme inutile et inspiré par l'Europe occidentale.
Sous l'impulsion de la princesse Senijé, la Gruaja Shqiptare cré des antennes locales dans 20 villes, publie son propre journal et soutient de nombreux projets en faveur de la politique féminine du régime, notamment en matière d'éducation. En réalité, l'œuvre ne connaît pas un grand succès en dehors de l'élite cosmopolite des villes et profite surtout à la classe supérieure,.